# Francisco Gutiérrez Galeano
Francisco González Galiano y García Rangel (Lima, 1670-Huamanga, 1748) fue un prelado y catedrático criollo peruano.

## Biografía
Hijo de Francisco González Galiano y Leonarda García Rangel, y por lo tanto hermano menor de los marqueses de Soto Florido. Estudió en la Universidad de San Marcos hasta optar el grado de Doctor en Teología; y luego asumió en ella las cátedras de Artes (13 de marzo de 1698), Vísperas (9 de enero de 1706) y Nona de Teología (10 de mayo de 1710), Prima de Sagrada Escritura (15 de mayo de 1715) y Prima de Teología (1725).
Había hecho profesión religiosa en la Orden de la Merced (1694) y fue en ella visitador y comendador del convento establecido en el Callao, rector del Colegio de San Pedro Nolasco y provincial de su orden (1727). Se desempeñó también como calificador, consultor y juez ordinario del Santo Oficio.
Nombrado obispo titular de Rosalia y auxiliar del arzobispo Francisco Antonio de Escandón (13 de septiembre de 1738); fue promovido a la diócesis de Huamanga (21 de enero de 1745) y, por haber muerto aquel prelado cuando le llegaron las bulas respectivas, hubo de viajar hasta Arequipa a fin de que lo consagrara el obispo Juan Bravo del Ribero y Correa. Tomó posesión de su sede en 1746, pero apenas pudo empezar su visita pastoral, y murió en 1748, descansa en la cripta de la Catedral de Ayacucho.